# Château Haut Bacalan

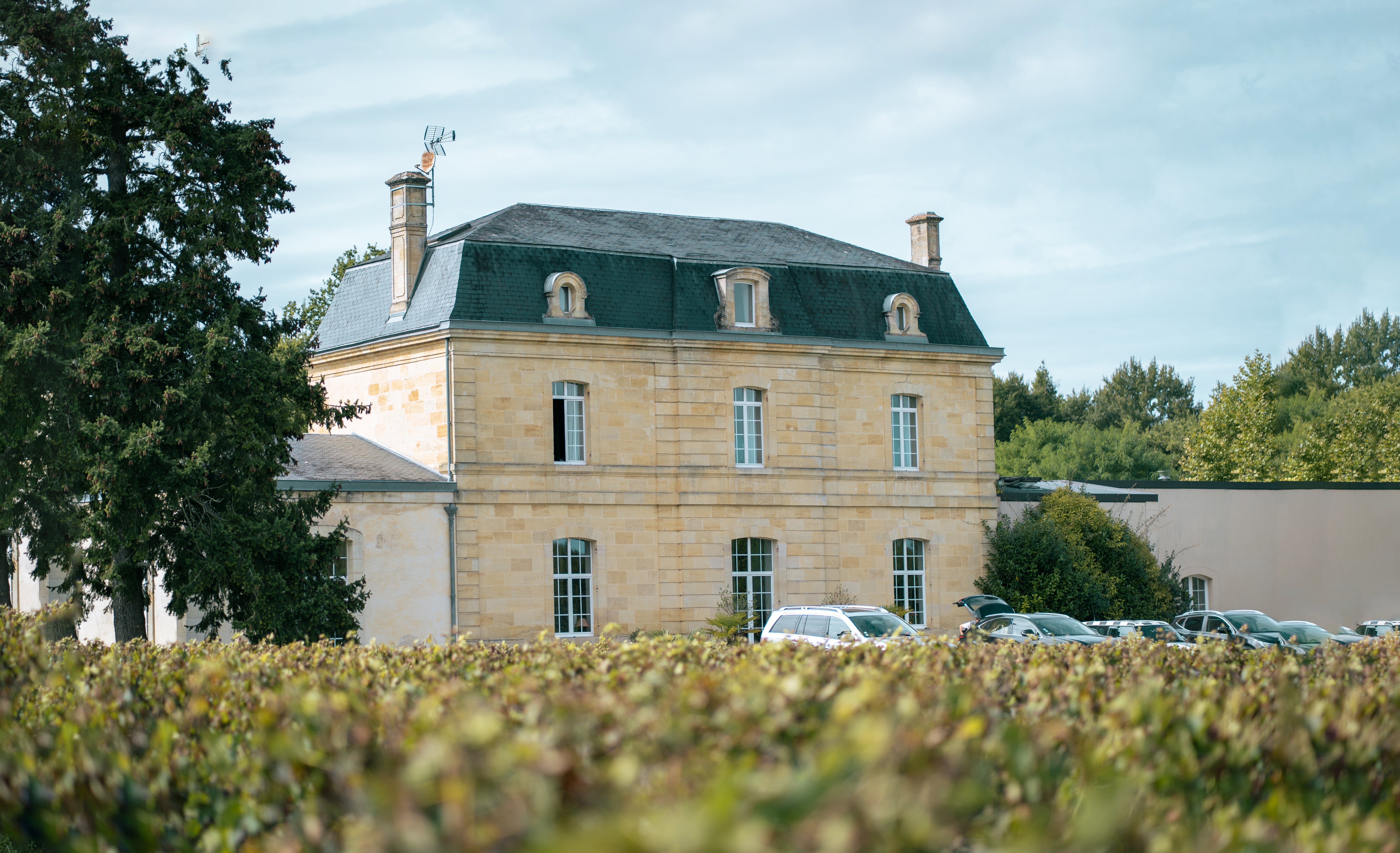

Le château Haut Bacalan est un domaine viticole situé sur la commune de Pessac.

## Histoire
En 1726, Montesquieu, déjà propriétaire vigneron du château de la Brède, fait l’acquisition d’une trentaine de journaux de Landes à Pessac, en un lieu où la grave avait une densité convenable dans le sable afin d'y planter de la vigne.
Ce domaine est identifié sous le nom de Haut-Médoc sur la carte de Cassini.
En 1748, ce domaine appartient à M. de Bacalan, écuyer, après acquisition à M. de Montesquieu.
À ce moment, cette propriété se compose d’une maison et possession, ainsi que deux pièces de vignes entourées de bois plantés de châtaigniers et de pins afin de les protéger de la gelée.

### XXesiècle
Les vignes laissèrent la place en 1933 à une importante ferme consacrée à l’élevage du porc.

### XXIesiècle
Ce château fait actuellement partie du patrimoine Gonet.
Sans production pendant 70 ans, le vignoble a été replanté en 1998 sur ses terres. Classé pessac-léognan, le château a fait sa première nouvelle récolte en 2001.

## Vignoble
Le vignoble de sept hectares de graves sur argiles est planté en majorité de Merlot.